# Vernonia titanophylla
Vernonia titanophylla là một loài thực vật có hoa trong họ Cúc. Loài này được Brenan miêu tả khoa học đầu tiên năm 1953.